# Боканча-Скіт
Боканча-Скіт (рум. Bocancea-Schit) — село у Синжерейському районі Молдови. Входить до складу комуни, адміністративним центром якої є село Думбревіца.

## Населення
За даними перепису населення 2004 року у селі проживали 332 особи.
Національний склад населення села:
| Національність | Кількість осіб | Відсоток |
| -------------- | -------------- | -------- |
| молдавани      | 327            | 98,5%    |
| українці       | 4              | 1,2%     |
| росіяни        | 1              | 0,3%     |
| Всього         | 332            | 100%     |